# Alphonse Bertillon
Alphonse Bertillon (født 24. april 1853, død 13. februar 1914) var en fransk antropolog, søn af Louis Adolphe Bertillon.
Han arbejdede som politiofficer og forskede i biometri og var opfinderen af mug shot. Fotografering af kriminelle begyndte i 1840'erne kun et par år efter opfindelsen af fotografering, men det var først i 1888, at Bertillon fik standardiseret processen.
Alphonse Bertillon opfandt et system til identificering af forbrydere ved hjælp antropometriske data, som han udviklede til stor fuldkommenhed. Bertillon var ansat i Pariserpolitiet og spillede en fremtrædende rolle som sagkyndig under Dreyfuss-processen.

## Bertillon-systemet
Den specifikke antropologiske teknik, som Bertillon praktiserede, kaldes ofte Bertillon-systemet. Dette system bestod af fem indledende mål — hovedlængde, hovedbredde, langfingerlængde, venstre fods længde og længden af underarmen. I tilgift til disse målinger brugte Bertillon fotografiet, nu kendt som et mug shot, til at fuldende mængden af data, der kunne bruges til sikker personidentifikation. De forskellige typer data blev kombineret til et system, der gav politiet hurtig adgang til information og billeder.
Selvom systemet var baseret på videnskabelige mål, var det kendt for at have sine mangler. For eksempel har det muligvis ikke været i stand til at anvende præcist til børn eller kvinder, da det mest var udviklet til mænd, der havde nået fuld fysisk modenhed og havde kort hår.